# Rodulfo Figueroa, Chiapas
Rodulfo Figueroa är en ort i Mexiko.   Den ligger i kommunen La Trinitaria och delstaten Chiapas, i den sydöstra delen av landet, 900 km sydost om huvudstaden Mexico City. Rodulfo Figueroa ligger 751 meter över havet och antalet invånare är 2 321.
Terrängen runt Rodulfo Figueroa är kuperad norrut, men söderut är den platt. Terrängen runt Rodulfo Figueroa sluttar söderut. Runt Rodulfo Figueroa är det ganska glesbefolkat, med 43 invånare per kvadratkilometer. Rodulfo Figueroa är det största samhället i trakten. Omgivningarna runt Rodulfo Figueroa är en mosaik av jordbruksmark och naturlig växtlighet.